# Kreuz Trier-Ehrang
Kreuz Trier-Ehrang is een knooppunt in de Duitse deelstaat Rijnland-Palts.
Op het knooppunt sluit de A602 vanuit de A1 naar de A64a en de B52.

## Geografie
Het knooppunt ligt in de gemeente Kenn in het Landkreis Trier-Saarburg.
Nabijgelegen steden en dorpen zijn Trier, Longuich en Schweich.
Het knooppunt ligt tussen Schweich in het noorden en Trier in het zuiden.

## Configuratie
Rijstrook
Nabij het knooppunt heeft de A602 2x2 rijstroken, de A64a en de B52 hebben 2x1 rijstroken.
Alle verbindingswegen hebben één rijstrook.

## Richtingen knooppunt
| Aansluitende wegen                | Aansluitende wegen  | Aansluitende wegen | Aansluitende wegen | Aansluitende wegen                    |
| --------------------------------- | ------------------- | ------------------ | ------------------ | ------------------------------------- |
|                                   |                     |                    |                    |                                       |
|                                   |                     |                    |                    | richting Koblenz / Köln / Saarbrücken |
| richting Luxemburg (L) / Schweich |                     |                    |                    |                                       |
|                                   | richting Hermeskeil |                    |                    |                                       |
|                                   |                     | richting Trier     |                    |                                       |